# Пшеходи (Ґраєвський повіт)
Пшеходи (пол. Przechody) — село в Польщі, у гміні Граєво Ґраєвського повіту Підляського воєводства.
Населення — 131 особа (2011).
У 1975-1998 роках село належало до Ломжинського воєводства.

## Демографія
Демографічна структура станом на 31 березня 2011 року:
|          | Загалом | Допрацездатний вік | Працездатний вік | Постпрацездатний вік |
| -------- | ------- | ------------------ | ---------------- | -------------------- |
| Чоловіки | 66      | 18                 | 43               | 5                    |
| Жінки    | 65      | 18                 | 29               | 18                   |
| Разом    | 131     | 36                 | 72               | 23                   |